# Fundacja dla Polski
Fundacja dla Polski  – organizacja pozarządowa wspierająca instytucje przeciwdziałające ubóstwu i wykluczeniu społecznemu. Posiada status organizacji pożytku publicznego.
Fundacja została założona w 1990 r. z inicjatywy m.in. Bronisława Geremka, Stefana Mellera, Andrzeja Wajdy, Jerzego Turowicza i Jacques'a le Goffa. Od ponad 20 lat wspiera instytucje przeciwdziałające ubóstwu i wykluczeniu społecznemu. Inspiruje oraz przekazuje wiedzę osobom indywidualnym i firmom, jak korzystać z najlepszych modelowych rozwiązań filantropijnych, aby skutecznie pomagać. Główną działalnością Fundacji jest realizowanie woli fundatorów – osób i instytucji, które jej zaufały. Fundacja prowadzi doradztwo filantropijne, prowadzi fundusze filantropijne oraz zarządza fundacjami rodzinnymi.
Fundacja dla Polski jest sygnatariuszem Karty Zasad Działania Organizacji Pozarządowych, członkiem Forum Darczyńców oraz członkiem sieci międzynarodowego programu Transnational Giving Europe (TGE).
Fundusze filantropijne prowadzone przez Fundację dla Polski:
- Fundusz im. Edwarda J. Wende
- Fundusz im. Małgorzaty Baczko i Piotra Zakrzewskiego
- Fundusz Krzyś
- Fundusz „Bądźmy Solidarni”
- Fundusz Pamięci Haliny Mikołajskiej

Programy własne Fundacji dla Polski:
- Program Filantropii Indywidualnej
- Program Dzieci Ulicy
- Program Kobiety w działaniu

Pod auspicjami Fundacji dla Polski od 2016 działa Fundusz Obywatelski, od maja 2024 jako Fundusz Obywatelski im. Ludwiki i Henryka Wujców.